# Agrate Conturbia
Agrate Conturbia – miejscowość i gmina we Włoszech, w regionie Piemont, w prowincji Novara.
Według danych na rok 2004 gminę zamieszkiwały 1184 osoby, 84,6 os./km².